# Americhelidium pectinatum
Americhelidium pectinatum is een vlokreeftensoort uit de familie van de Oedicerotidae. De wetenschappelijke naam van de soort is voor het eerst geldig gepubliceerd in 1996 door Bousfield & Chevrier.